# Daniel Cámpora
Daniel Hugo Cámpora (San Nicolás, 30 giugno 1957) è uno scacchista argentino.
Ottenne il titolo di Maestro Internazionale nel 1982 e di Grande maestro nel 1986.
È stato campione argentino juniores nel 1975 e Campione argentino assoluto nel 1986 e 1989.
Cámpora ha partecipato con l'Argentina a otto edizioni delle olimpiadi degli scacchi dal 1978 al 2004 (quattro volte in prima scacchiera). Alle olimpiadi di Mosca 1994 ha vinto la medaglia d'oro individuale per il miglior risultato in prima scacchiera (+7 –1 =1), e la medaglia d'argento per la prestazione Elo (2776) .
Ha vinto i tornei di Tuzla (1983), Niš e Pančevo (1985), Biel (torneo open, 1989). Nel forte torneo di Biel 1987 (ad inviti a doppio girone, 14 turni) si classificò terzo dietro a Boris Gul'ko e Oleh Romanyšyn.
Ha vinto due volte (1991 e 1993) il forte torneo spagnolo "Ciudad de Villarrobledo".